# Hitman (herní série)
Hitman je série akčních adventur na bázi stealth vyvíjených dánskou společností IO Interactive a vydaných pod záštitou společnosti Eidos. Hry této série byly původně vydávány pro Windows, později byly přidány porty na herní konzole Nintendo GameCube, PlayStation 2, PlayStation 3, Xbox a Xbox 360. Celá série navazuje na romány Hitman: Enemy Within a Hitman: Damnation, jejichž autorem je William C. Dietz; obě knihy jsou ve hrách rozvíjeny. V roce 2007 se Hitman dočkal i filmového zpracování v režii Xaviera Gense, které na celou herní sérii volně navazuje. Ačkoliv byl film přijat negativně (ve srovnání s herní podobou Hitmana), stal se z něj finančně velmi úspěšný snímek.
Herní série se točí okolo agenta 47 (obvykle označovaného jen jako „47“ nebo „Mr. 47“), naklonovaného nájemného vraha, jehož renomé mu zajišťuje velmi vysokou poptávku mezi bohatými a elitou. Ta se na Hitmana obrací jako na „nástroj řešení a odstraňování problémů.“ Dalším znakem herní série je mix orchestrální a elektronické hudby, kterou zkomponoval Jesper Kyd (později známý také jako autor soundtracku k herní sérii Assassin's Creed). Šestý a prozatím poslední díl Hitman 3 vyšel 20. ledna 2021. Čtyři první díly v režii Montreal studio a pod záštitou Square Enix se hned po vydání zařadily na první příčky žebříčku nejpopulárnějších počítačových her.

## Příběh
První díl Hitman: Codename 47 začíná ve chvíli, kdy 47 utíká z výzkumného ústavu, kde byl, jak patrno, vězněn pod dohledem tajemného dozorce. Po roce se ukáže, že Hitman pracuje pro utajenou mezinárodní agenturu ICA (International Contract Agency) v čele s Dianou Bunwood, která ho má jako klon na starosti. Agent 47 je poslán na misi s cílem eliminovat čtyři šéfy organizovaného zločinu po celém světě, poté je najat na jeho pátý cíl, kterým je profesor Ort-Meyer, vysoce postavený profesor v ústavu, kde byl 47 na začátku hry vězněn. Jak se ukáže, 47 zjistí, že všechny jeho cíle, na které byl nasazen, byly součástí složitého a přísně střeženého experimentu ohledně klonování, jehož výsledkem je sám Agent 47 – dokonalý, chladnokrevný zabiják. Ort-Meyer je odhalen jako klient, který si takové zabijáky objednal pro svou ochranu. Když zjistí, že se jeden z nich (47) vymkl kontrole, pošle na něj jednotku poslušných, vysoce trénovaných zabijáku s označením '48'. Agent 47 ale jak naklonované zabijáky, tak profesora Ort-Meyera porazí a po odhalení celé pravdy a toho, co je vlastně on sám zač, se 47 snaží zanechat svou minulost za sebou a uchyluje se do ústraní. Do mírumilovné atmosféry sicilského kláštera.
Druhý díl Hitman 2: Silent Assassin začíná právě v tomto klášteře a navazuje tak na díl předchozí. Agent 47 je donucen stát se opět zabijákem poté, co je jeho „učitel“ a přítel, Otec Vittorio, unesen. Spojuje se opět s ICA, které se zavazuje jako nájemný vrah pod podmínkou, že mu pomohou najít Otce Vittoria. Nakonec vyjde najevo, že únos otce Vittoria byl řízen bratrem jednoho z výzkumníků, který pomáhal vytvořit samotného Agenta 47, zločincem jménem Sergei Zavorotko. Sergei se snaží tímto únosem přivést Hitmana na svou stranu a s jeho pomocí zabít každého, kdo by mu bránil v rozpoutání jaderné války. 47 se v závěru hry probojuje zpět do kláštera Otce Vittoria, zabije Zavorotka a všechny jeho muže. Ačkoliv je Otec Vittorio přesvědčen, že bude Agent 47 vést plnohodnotný a mírumilovný život, ne jako nájemný vrah, Hitman se rozhodne pracovat pro ICA na plný úvazek.
Třetí díl Hitman: Contracts začíná scénou, ve které kráčí zraněný Agent 47 temnou chodbou hotelu a vstupuje do pokoje. Zde kolabuje a začínají se mu vybavovat vzpomínky na minulost, vzpomínky na předešlé nájemné vraždy, které spáchal. První ze vzpomínek jsou následky zabití dr. Ort-Meyera z konce prvního dílu herní série. Jednotlivé mise se soustřeďují na příběh misí z jeho minulosti od nejmladší po nejstarší. V těchto vzpomínkách Agent 47 navštíví mnoho míst po celém světě – Rumunsko, Kamčatka, Království Velké Británie, Rotterdam, Budapešť, Hongkong a Paříž. V průběhu hry se Agent 47 „probouzí“. Zjišťuje, že se o něj v pokoji stará lékař z ICA. V tom ale do hotelu vtrhne francouzská protiteroristická jednotka a lékař je nucen uniknout. 47 opět „usíná“ a pokračuje v bloumání myšlenkami. Na konci hry, 47 procitá z bezvědomí v prázdném hotelovém pokoji, kam se na začátku dílu schoval. Ukáže se, že byl najat na vraždu amerického velvyslance, dále Richarda Delahunta a známého operního zpěváka v pařížské opeře. Poslední dva byli zapleteni v nelegální obchodu s dětmi. 47 byl také pověřen zabitím jejich vzájemného přítele, inspektora Alberta Fourniera. Ten je tím, kdo na agenta 47 pošle do hotelu komando poté, co je úkryt agenta 47 odhalen. 47 se rozhodne inspektora zabít a uniknout z hotelu na letiště, kde nasedá na letadlo a opouští zemi. Jeho kontakt, Diana, od které dostával kontrakty a se kterou v průběhu hry komunikoval, sedí v letadle za ním.
Čtvrtý díl Hitman: Blood Money začíná pár let poté, co agent 47 opustil státy. 47 je znám po celém světě a jeho pověst jako spolehlivého řešení všech potíží ho „předbíhá“. Není proto divu, že je o něj velký zájem. Najímají si ho lidé po celém světě. Během tohoto dílu se začíná ukazovat, že ICA je pod útokem znepřátelené agentury 'Franchise', která shromažďuje důkazy proti Hitmanovi za pomoci jednoho agenta z ICA, Alexandera Lelanda Caynea. Nakonec je celá ICA vyvražděna. Jediní přeživší jsou v ten moment jen Diana a 47. Agent 47 je při jedné misi v Paříži málem zabit, přičemž vzpomíná na své předchozí mise jako v předešlém třetím díle. Vyjde najevo, že 47 zabil jednoho ze dvou nejlepších nájemných vrahů agentury 'Franchise'. Agent 47 poté přijímá svou poslední „zakázku“ od ICA a od Diany a tou není nic jiného než zničit 'Franchise'. Za pomoci jeho dávného přítele a spolupracovníka ICA, agenta Smithe zjistí, že 'Franchise' má v plánu zabít amerického prezidenta, dále zjišťuje, že celá organizace je jen dceřinou společností vyššího celku Alpha Xerox, stínové politické organizace, která má zálusk na monopol v klonovacích experimentech, díky kterým je na světě i 47: přejí si zabít Prezidenta předtím, než zhatí jejich plány a najímají si na to právě 'Franchise'. Agent 47 dokáže atentátu zabránit, ale musí poté přijmout krytí od 'Franchise'. V tomto krytí je agent 47 zrazen a otráven Dianou za účelem kremace jeho těla a zničení tak jeho DNA, díky tomu zabránění klonování dalších zabijáků jako on. 'Smrt' agenta 47 je později odhalena jako taktický krok, jak se dostat mezi všechny vysoce představené agentury 'Franchise'. Jediné místo, kde se všichni sejdou, i spolu s agentem Caynem, je totiž pohřeb agenta 47. Agent 47 zabíjí jak ředitele agentury 'Franchise', tak i agenta Caynea. Jeho identita je nyní utajena. Nikdo neví, že existuje. 47 se stahuje do ústraní a Diana ze zbylých agentů agentury 'Franchise' obnovuje Hitmanovu Alma Mater, ICA.
Pátý díl Hitman: Absolution nás opět posouvá o pár let dál. Diana očividně zradila v minulé části Hitmana a celou ICA. Nyní pod vedením Benjamina Travise, který je novou hlavou této agentury, vychází s pravdou ven. ICA nalézá agenta 47, kontaktuje ho a najme ho na vraždu Diany s úkolem přivést její svěřenkyni Victorii zpět do agentury. 47 infiltruje Dianino sídlo, odkud řídí agenturu, 'zastřelí ji', ale slíbí, že se o Victorii postará a nevydá ji do rukou ICA. Ukáže se, že Victoria je klon, stejně jako 47, vytvořený potajmu Travisem a stejně jako Hitman měla být trénována jako nájemný vrah. Dianě se jí zželelo a dělala vše pro to, aby ji ochránila před Trevisem a programem na výchovu takových zabijáků. Agent 47 se dostává do sporu s mužem jménem Blake Dexter, hlavou Dexter Industries a hlavní postavou kriminálního podsvětí, který chce prodat Victorii nejvyšší nabídce. 47 i přes počáteční nechuť bojuje za Victorii, brání ji před Blakem a je nucen čelit nátlaku Dexter Industries a ICA, které ho považují za „lovnou zvěř“. Agent 47 nakonec Dextera a spolu s ním i Travise a všechny jejich kumpány zabije a Victorii zachrání. Na konci dílu je odhaleno, že Hitman Dianu ušetřil. Jen ji postřelil, ale nezabil, což vede k tomu, že oba začnou opět pracovat bok po boku pro ICA.
Šestý díl Hitman začíná krátce po útěku agenta 47 z výzkumného ústavu ze začátku prvního dílu. Nyní je agent 47 ve výcvikovém středisku ICA, kde se seznamuje s Dianou Burnwood a s vedoucím výcviku ICA, Erichem Sodersem. Po absolvování výcviku se hra posouvá do doby po konci Hitman: Absolution. Agent 47 opět pracuje jako nájemný vrah pro agenturu ICA. V této době dostává několik kontraktů po celém světě. Po jednom z nich se ukazuje, že všichni předchozí klienti byli ovlivněni někým dalším, nazývaným „Stínový klient“. ICA se podaří tohoto „Stínového klienta“ vypátrat a 47 je poslán ho zabít. Přitom dostává od Diany úkol prozkoumat místnost v podzemí místa, kam je poslán. I když „Stínový klient“ uniká, 47 odhalí, že „Stínový klient“ ví o celé jeho kariéře. Také zjišťuje, že všechny předchozí cíle z tohoto dílu jsou členy organizace „Providence“, jejímiž členy jsou mnozí vlivní lidé. Současně se dozvídá, že Erich Soders se spojil s „Providence“, protože byl vážně nemocný a nemůže mu pomoci nikdo jiný než organizace „Providence“. Na oplátku jim Soders dává kompletní seznam agentů ICA. K předání má dojít ve špičkové japonské nemocnici, kde je Soders operován. 47 dostává úkol Soderse a agentku „Providence“, Yuki Yamazaki, eliminovat. 47 tento úkol splní a příběh zde končí.
Sedmý díl Hitman 2 pokračuje v příběhové linii započaté ve hře Hitman a sleduje geneticky upraveného zabijáka Agenta 47, který pátrá po tajemném „Shadow Client“, jenž se snaží zničit Providence, tajnou organizaci ovládající globální záležitosti. Prozkoumává také více z agentovi tajemné minulosti, kterou Providence nabídla vynést na světlo výměnou za agentovu pomoc.
Osmý díl Hitman 3 uzavírá příběhovou linii započatou ve hře Hitman z roku 2016 a sleduje geneticky upraveného zabijáka Agenta 47 a jeho spojence, kteří pátrají po vůdcích tajné organizace Providence, jež ovládá globální záležitosti a je částečně zodpovědná za stvoření a výchovu Agenta 47.

## Jednotlivé díly
| 2000 | Hitman: Codename 47            |
| 2001 |                                |
| 2002 | Hitman 2: Silent Assassin      |
| 2003 |                                |
| 2004 | Hitman: Contracts              |
| 2005 |                                |
| 2006 | Hitman: Blood Money            |
| 2007 | Hitman Trilogy                 |
| 2008 |                                |
| 2009 |                                |
| 2010 |                                |
| 2011 |                                |
| 2012 | Hitman: Absolution             |
| 2013 | Hitman HD Trilogy              |
| 2014 | Hitman Go                      |
| 2015 | Hitman: Sniper                 |
| 2016 | Hitman                         |
| 2017 |                                |
| 2018 | Hitman 2                       |
| 2019 | Hitman HD Enhanced Collection  |
| 2020 |                                |
| 2021 | Hitman 3                       |
| 2022 | Hitman Sniper: The Shadows     |
| 2023 | Hitman: World of Assassination |

K dnešnímu dni společnost IO Interactive vydala již šest dílu herní série Hitman, a to pro Xbox ONE, PlayStation 4 a Windows. Šestý a prozatím poslední díl Hitman byl vydán 11. března 2016 v USA. Všechny díly jsou akční adventury na bázi stealth, ačkoliv je jen na hráči, jak bude ve hře postupovat. Hra totiž nabízí několik stylů jednání – od stealth až po klasickou střílečku. Hráč si může také zvolit mezi pohledem třetí osoby a pohledem vlastním, tedy pohledem pohledem první osoby. Tato možnost se ale netýká prvního dílu. Naopak pátý dodatek nabízí, co se týče pohledů, mnohem více možností. Hráč si tak může nastavit vlastní úhel pohledu na okolí nebo využít nějaký z nabízených možností.

### Hitman: herní trilogie
Trilogie byla vydána pro systém Windows a PlayStation 2 a obsahuje prostřední tři díly herní série Hitman; Hitman 2: Silent Assassin, Hitman: Contracts a Hitman: Blood Money. Celá kompilace nese název Hitman: trilogie. Avšak její originální názvy se pro vydání v Evropě a USA liší. V Evropě byla trilogie vydána 22. června 2007. V USA pak 30. června 2007.
Hlavním účelem vydání takovéto série (herní trilogie) je snaha přivést ke hře Hitmana nové hráče, stejně jako přiblížit novější díly hráčům již ve hraní Hitmana zběhlým. Celá herní trilogie navíc obsahuje i bonusový disk se hrou Kane & Lynch: Dead Men ve speciální úpravě.
Obsažené díly:
- Hitman 2: Silent Assassin
- Hitman: Contracts
- Hitman: Blood Money

Důležité je zmínit, že první díl Hitman: Codename 47 se svým herním mechanismem liší od svých následovníků. To je důvodem, proč není zařazen do vydávané herní trilogie. dalším důvodem je i fakt, že jako jediný díl byl vydáván jen pro systém Windows, na rozdíl od těchto tří dílů, které podporují i PlayStation 2. Mimo to, Hitman: Contracts obsahuje některé mise prvního dílu Hitman: Codename 47. V roce 2009 byla vydána i tetralogie Hitman: Ultimate Contract. Tato tetralogie vyšla jen pro systém Windows. Podle webu Amazon.com se v roce 2013 můžeme dočkat i HD kolekce třech výše uvedených dílů, a to pro Xbox 360 a PlayStation 3. Datum vydání je stanoveno na 29. ledna 2013. Celá HD série vyjde ve dvou variantách. V klasické podobě a v tzv. platinum verzi, která mimo trilogii bude obsahovat i speciální art book. Společnost Square Enix potvrdila vydání Hitman: HD Trilogie 29. ledna 2013 pro Spojené státy a 1. února 2013 pro Evropu. Hra podle ní bude obsahovat HD remake Hitman 2: Silent Assassin, Hitman: Contracts a Hitman: Blood Money.

### Jednotlivé díly podle data vydání
| Název                     | Datum vydání | herní zařízení                        |
| ------------------------- | ------------ | ------------------------------------- |
| Hitman: Codename 47       | 2000         | PC                                    |
| Hitman 2: Silent Assassin | 2002         | PS2, PS3, Xbox, GC, OnLive, PC        |
| Hitman: Contracts         | 2004         | PS2, PS3, Xbox, PC                    |
| Hitman: Blood Money       | 2006         | PS2, PS3, PS4, Xbox, X360, OnLive, PC |
| Hitman: Absolution        | 2012         | PS3, PS4, Xbox360, PC, Mac os X       |
| Hitman: Sniper Challenge  | 2012         | PS3, Xbox360, PC, Mac os X            |
| Hitman                    | 2016         | PS4, Xbox One, PC, Linux              |
| Hitman 2                  | 2018         | PS4, Xbox One, PC                     |
| Hitman 3                  | 2021         | PS5, Xbox One X, PC, starší konzole   |

## Hratelnost
Cílem každé mise je zabít předem stanovený cíl a odejít s co nejvyšším hodnocením (většinou je cílů stanoveno několik a při dokonalém odklizení se objevují i cíle bonusové). Ve většině případů dovoluje Hitman hráči několik možností, jak úkol splnit. Hráč si tak může vybrat mezi krajními směry plnění mise. Od tichého zabijáka až po vraždícího maniaka. Hodnocení je k nahlédnutí po skončení každé mise. Na hráče také čeká několik odměn v podobě vylepšení zbraní (tlumiče, přesnost, větší zásobník), zdraví apod. jako je tomu v díle Hitman: Blood Money. Tyto odměny jsou zpřístupněny po dokonale splněných misích nebo je jejich zpřístupnění závislé na počtu vydělaných peněz. Pro Agenta 47 je také připraveno několik převleků (např. opravář, číšník, policista nebo maskot). Tyto převlek mu umožňují proniknout do střežených nebo zakázaných oblastí, proniknout skrz stráže či odvést pozornost. Hitmanovým záměrem není schovávat se před stráží jako ustrašené dítě, ale proniknout mezi ně a způsobit rozruch, aniž by ho s tím někdo spojoval. Záleží jen na hráči, zda využije během plnění mise násilí nebo ne, jelikož stráž nikdy sama bez prvotního podezření střelbu a násilí nepoužije.
V prvních třech dílech je hráčova postava, 'Agent 47', limitována, co se týče pohybu: nemůže skákat, přelézat zdi nebo lézt po římsách. Je zde pár míst, kde se dát taková možnost uplatnit, ale herní prostředí tomu jinak uzpůsobeno není. Takové omezení má za následek jakousi pohybovou strohost – hráč není schopen pohybovat se plně dle vlastní vůle.
V posledních dvou dílech je Hitman schopen i přeskakovat či přelézat menší překážky a lézt po 'tomu určených předmětech a k tomu určených místech' (jako pletivo, vinná réva, uvolněné cihly, bedny atd.). Je tu také možnost prolézt výtahovým poklopem na střechu výtahu a poté odtud např. uškrtit oběť jedoucí ve výtahu za pomocí struny.
Jedním z hlavních znaků herní série Hitman je ukazatel nápadnosti, který ukazuje kolik pozornosti Agent 47 přitahuje jak od veřejnosti, tak i od stráží. Tento ukazatel je závislý na řadě věcí. Například 'hlídkování' okolo domu nebo určité oblasti v uniformě strážce a s tomu odpovídající zbraní nepřitáhne tolik pozornosti jako pobíhání v uniformě číšníka v zakázané oblasti nebo v oblasti, kde nemá co dělat, zatímco v ruce drží zbraň místo předkrmu.
Ve většině případů je nutno schovávat oběti nebo se jich zbavovat s cílem vyhnutí se poplachu. V posledních dvou dílech Hitman: Blood Money a Hitman: Absolution je pro schovávání těl spousta možností a míst (kontejnery, odpadkové koše apod.). Řada cílů může být zabita bez použité střelné zbraně, tento styl hraní je v posledních dvou dílech hry více než žádoucí. Hráč se musí soustředit více na herní prostředí, které se stává více a více interaktivním. Další možnost je i maskování vraždy jako nehody. Ty mohou být způsobeny např. RU-AP minou nebo těžkým předmětem, strčením někoho přes zábradlí a dalšími nápaditými způsoby:
- Nahrazení repliky zbraně z 1. světové války v opeře 'Tosca' reálnou zbraní z téže doby.
- Zlomení vazu oběti při ranním posilování.
- Manipulace s grilem s následkem výbuchu při používání obětí.

Počínaje druhým dílem série, Hitman: Silent Assassin, je prosazován systém zabíjení max. 1 ranou, tzv. single shot. Tzn. použití struny, předmětů z okolí či 1 kulky. Hodnocení je zobrazováno po každé misi. Nejlepším je označení Tichý zabiják, pro jehož splnění je potřeba splnit řadu dalších podmínek (viz níže).

### Metody zavraždění
Herní série Hitman dovoluje hráči zabít svůj cíl nebo vedlejší oběti mnoha rozličnými způsoby. Od použití střelné zbraně, přes zbraně na blízko až po předměty získané z prostředí jako např. lopata, pohrabáč, tágo atd.). Od dílu In Hitman: Contracts se ve hře objevují navíc zbraně typu nůž, které ale hráč může použít nejen několikrát za sebou, ale i několika způsoby (např. přímé bodnutí, podříznutí hrdla, hod nožem přímo do krční tepny či opakované bodání až do vykrvácení.
47 vlastní také touto hrou zpopularizovaný vraždící nástroj, tzv. garotu nebo 'strunu'. Tato struna je speciálně navržena pro škrcení, tomu odpovídají i úpravy. Struna obsahuje nabroušenou řeznou část a rukojeti, díky kterým je zabití nepřítele mnohem jednodušší a jistější. Jako jediný nástroj je možno ho brát na všechny mise během herního příběhu, Hitmanovi zůstane i po odhození všech dalších zbraní nebo při procházením detektory kovů.
Cílem hry a každé mise je dosažení statutu Tichý zabiják. Jedná se o jakési nejvyšší hodnocení výkonu během mise. Pro získání takového hodnocení je nutno, aby 47 zabil jen požadované cíle a nikoho dalšího. Dále pak použití jen objektů z prostředí, jako v díle Hitman: Absolution či omamných látek jako chloroform, jak tomu je v díle Hitman 2: Silent Assassin (tyto omamné látky mají ale jen dočasný účinek, který je závislý na dávce látky vpravené do těla oběti, na rozdíl od injekčních jedů). Díky těmto látkám může Hitman získat oblečení nebo přístupové body do dalších úrovní, aniž by je zabil a ztratil tak na nejvyšším možném hodnocení. V díle Hitman: Blood Money přibyla ještě možnost přidávat sedativa do jídel či nápojů, aby se Hitman nemusel setkat s obětí tváří v tvář. Hitman: Blood Money dále přináší možnost držet někoho jako rukojmí za použití menší zbraně a využít ho jako lidský štít. Tento rukojmí může být posléze omráčen nebo propuštěn. V některých případech a některých misích může nájemná vražda vypadat také jako nehoda (za použití prvku náhody, hlavně v díle Hitman: Blood Money), tím pádem budou tyto vraždy hodnoceny jako nehody, ne jako atentát a bude tak zvýšeno závěrečné hodnocení. Pozor je třeba si dát na náhodné kolemjdoucí, stejně jako na stráže, obě dvě skupiny lidí totiž mohou vystupovat jako svědci. V takovém případě je hodnocení pochopitelně nižší. Jestliže ale někdo (cíl nebo civilista) zemře náhodným způsobem či se mu stane nehoda, nezáleží na přítomnosti svědků. V pozdějších dílech série se také Agentu 47 nabízí možnost zabít svědky, předtím, než spustí alarm nebo kontaktují blízké stráže, a vrátit tak hodnocení zpět o stupeň výš. Je třeba ale brát v potaz vraždu nevinného člověka, což na hodnocení Tichý zabiják nestačí. Svědci také okamžitě alarmují stráže, jestliže uvidí Hitmana se převlékat, ukrývat se nebo nosit zbraň.
Při určitých misích je předem dáno, jakým způsobem se má Agent 47 těla zbavit, jakým způsobem zabít oběť. Můžeme zmínit např. 'zamčení oběti v sauně za účelem zvýšení srdečního tepu a následného infarktu,' 'otrávení jídla oběti,' 'převlečení Agenta 47 za lékaře a sabotování chirurgického zákroku,' 'nahrazení repliky zbraně zbraní skutečnou' nebo 'manipulace s pyrotechnikou.'
Ve většině případů je důležité schovávat Hitmanovy oběti, ať už ty cílené nebo vedlejší. Agent 47 se tak může vyhnout nečekanému spuštění alarmu. Za tímto účelem můžeme ve hře nalézt celou řadu skrýší – od kontejnerů až po chladicí boxy. V opačném případě, kdy 47 oběti neschová, se tak vystavuje nebezpečí odhalení nebo podezřívavému chování ze stran stráží.

### Logo Hitman
Hitmanova insignie se poprvé objevila už v prvním díle série Hitman: Codename 47 na branách vily Prof. Dr. Otto Wolfgang Ort-Meyera, je k vidění po celé jeho laboratoři, i v bazénu plném krve, kde ho na konci dílu Agent 47 zabije. V díle Hitman: Contracts ho můžeme nalézt na podlaze klonovací laboratoře. Během hry je insignie k vidění i jako přaska opasku profesora Ort-Meyera. Ve čtvrtém díle Hitman: Blood Money se objevuje na knihách během misí jako tzv. easter egg.
Dalším místem, které je typické pro umístění této insignie je Hitmanova zbraň – AMT Hardballer, ve hře nazývaná jako 'Silverballer'. Znak je na zbrani vyryt z obou stran. V některých misích je vidět, že je znak jen vyryt, ale v dalších si můžeme všimnout, že je rytina vyplněna černou či červenou barvou. Znak je tím zvýrazněn. Insignii můžeme nalézt i na Hitmanově laptopu, kufříku či telefonu. Ve filmové verzi nosí 47 pár stříbrných manžetových knoflíčků s těmito insigniemi v červené barvě.

## Agentura ICA
Mezinárodní agentura (ICA – International Contract Agency), známá i jen jako „Agentura“ je Hitmanův zaměstnavatel a Alma Mater. Tato agentura patří mezi světovou elitu ve svém oboru, je velmi štědře sponzorována a někdy bývá dokonce spojována s cizineckými legiemi. Náplní její práce jsou atentáty a nájemné vraždy. Stará se tak o problémy svých klientů. Má profesionální zabijáky po celém světě. V Americe, Asii i Evropě. Agentura úzce spolupracuje i s některými vládními a tajnými organizacemi jako jsou FBI, CIA, MI6 nebo NSA. Některé z nich jí poskytují informace, další záštitu a v neposlední řadě jsou některé z nich i klienty. Ačkoliv je agentura neutrální a eticky nevyhraněná, odmítá plnit zakázky dané na vládní úředníky. Bojí se vyvolání mezinárodního konfliktu. Proto většina cílů Agenta 47 jsou kriminálníci, členové gangů nebo hlavy podsvětí.
Motto agentury je latinské „Merces Letifer“, což volně přeloženo znamená „smrtonosný obchod.“ Zajímavé je taky podobnost loga agentury jako takové s logem MI5. Podobnost se týká hlavně obrázku uprostřed trojúhelníku, znaků v rozích – zleva doprava I, O, I jako zkratka IO Interactive. U loga MI5 to je pak zleva doprava M, I, 5.
Agentura používá jakési „zprostředkovatele“ jako Diana Burnwood pro práci s agenty. Ti zabezpečují hladký průběh operací pomocí komunikace s agenty přes vysílačku, telefon nebo osobní kontakt. Tito zprostředkovatelé také vysílají agenty pro pořizování, poskytování nebo výměnu informací. Standardní cena se při těchto obchodech pohybuje okolo 1500 dolarů za složku. V díle Hitman 2: Silent Assassin vystupuje Agent 47 ve složkách informací pod číslem BRO3886. Agentura se také musí potýkat s konkurenční společností podobného typu 'Franchise'. Tato společnost už se o zničení ICA několikrát pokusila, avšak zatím neuspěla.
Ve filmu Hitman je tato Agentura nahrazena 'Organizací'. Stejně jak Agentura i Organizace je úzce spojena s dalšími vládními organizacemi, které pro ni mají velmi důležitou roli. Je neutrální, co se chování, názorů a postojů ke světovým problémům týče. Zaobírá se problémy po celém světě, stejně jako Agentura v počítačové sérii vysílá své zabijáky do všech koutů planety. Rozdílem je, že zatímco Agentura ICA v počítačové podobě Hitmana nabírá lidi z okraje společnosti a trénuje je na zabijáky nebo zabijáky získává experimentálním klonováním, filmová Organizace místo toho nabírá sirotky, které trénuje a převychovává od útlého věku. Avšak, ve scéně, kdy 47 připoutává agenta FSB Yuri Marklova k vaně, tak u tikajících hodin na laptopu jasně vidět název ICA místo Organizace.

## Hlavní postavy

Čárový kód jako označení Agenta 47

Agent 47Geneticky upravený nájemný vrah vytvořený smíšením úseků DNA pěti nejnebezpečnějších zločinců na světě. Díky faktu, že těchto pět částí pochází z celého světa, je Hitman po etnické stránce perfektně vybaven. Má totiž znaky pěti světových ras. Díky tomu je schopen do jisté míry zapadnout mezi ostatní ve většině světových míst a nevybočovat z řady, nebo nebýt okamžitě odhalen jako 'někdo, kdo tam nepatří'. Jeho jméno pochází z posledních dvou číslic čárového kódu, který má vytetovaný na zadní části hlavy – 640509-040147. Agent 47 je vysoký, plešatý, modrooký a bezesporu osobitý a svérázný. Obvykle nosí drahý, kvalitní a tmavý oblek s bílou košilí a koženými rukavicemi. Nejnápadnějším znakem jeho šatníku je ale bezpochyby jeho červená kravata. Jako klon byl 47 vytvořen a 'naprogramován' k zabíjení, proto mezi jeho základní vlastnosti patří síla, rychlost a v neposlední řadě i vysoká inteligence. Všechny tyto vlastnosti dalece převyšují stejné vlastnosti ostatních lidí. Ono klonování dodává postavě na efektu 'vraždícího nástroje'. Jeho postava je mimo jiné inspirována komiksy a představami o dokonalém zabijákovi.
Diana BurnwoodHitmanův partner v ICA. Diana má Agenta 47 na starosti. Seznamuje ho s úkoly, se zakázkami, dohlíží na jeho postup a poskytuje mu veškeré informace skrze vysílačku. Po většinu času Agent 47 Dianu nepotká, zná pouze její hlas. Ale v závěru Hitman: Blood Money se nakonec tváří v tvář setkají. Diana má anglický přízvuk typický pro vyšší třídu anglické společnosti. Používá výrazy tzv. vysoké nebo univerzitní angličtiny, což z ní dělá nepochybně inteligentní osobu. Ačkoliv Diana s Hitmanem komunikuje na dálku a nepřichází s ním do kontaktu, je jednou z nejdůležitějších postav. Ve čtvrtém dílu Hitman: Blood Money se ukáže jako dvojitý agent předstírající smrt Agenta 47, za účelem zachránění ICA před likvidací. Díky tomu je nucena několikrát předstírat i vlastní smrt. Nakonec se její úsilí vyplatí a agentura je odvrácena od krachu, i když není zmíněno, zda v ní Diana bude figurovat i nadále nebo ji bude muset opustit. V posledním díle Hitman: Absolution je postřelena Hitmanem z důvodu zrady agentury v předchozím díle. Ačkoliv je během hry brána jako mrtvá, ukáže se, že zranění, které utrpěla, přežila a svou smrt jen předstírala z obav o svůj život. Její aktivita zůstává neznámá, ale závěr posledního dílu naznačuje její opětovnou spolupráci jak s ICA, tak s Agentem 47. Důležitá je také její role v životě Victorie, kterou zachrání před výzkumným ústavem. Ve filmu Hitman Diana představuje jen automaticky generovaný hlas agentova notebooku, ačkoliv v herní sérii je s Agentem 47 ve spojení telefonicky i fyzicky.
Agent SmithTrochu nešikovný agent CIA s vazbami na agenturu ICA. Svým postojem a chováním je často středem konfliktu, a to i ze stran lidí, které sleduje. Tyto situace většinou vyústí v jen jedno řešení – záchranu Agentem 47. S přibývajícím počtem takovýchto konfliktních situací, které se mnohdy neobejdou bez mučení a psychického nátlaku při získávání informací, tíhne Agent Smith k závislosti na alkoholu. Stejně jako 47, má i Agent Smith během hry několik převleků, většinou ale končí nahý nebo zabalený do americké vlajky. Chvílemi to vypadá, že se z něj a Hitmana stanou přátelé, ale 47 bere jeho záchranu jen jako pracovní povinnost a jako obchodní záležitost, nic osobního. Agent 47 bere jejich vztah čistě profesionálně, postupem času ale začne Smithe vidět jako překážku, jako brzdu, která mu brání ve výkonu jeho řemesla. V díle Hitman: Blood Money dospěje jejich vztah až do bodu, kdy 47 hrozí Smithovi smrtí s pistolí u spánku. Ten ale Hitman přesvědčí, aby to nedělal a slíbí mu další zakázku, tentokrát se jedná o atentát v Bílém domě. Ve filmovém zpracování Hitman je Agent Smith líčen jako velice kompetentní a důležitá osoba CIA. Poté, co Agent 47 zabije Udre Belicoffa, bratra původního cíle, mu Smith pomáhá vyhnout se zatčení a utéct.
Mei-LingMladá žena z oblasti Číny, která je unesena a násilím donucena spolupracovat s panem Lee Hongem, jedním z hlav asijského podsvětí. 47 ji zachrání výměnou za informace ohledně jejího zaměstnavatele, pana Honga a jeho plánů na zabití samotného Agenta 47. Poté, co se mu podaří před útočníky Lee Honga utéct, zařídí 47 pro Mei-Ling nový život. Slíbí mu, že bude vést spořádaný obchod, ale slib nedodrží. Hitman odhalí, že se Mei-Ling živí prostitucí pro dalších vysoce postaveného asijského kriminálníka, Hayamota. 47 ji znovu zachraňuje. Mei-Ling je také vůbec první a na dlouho i poslední ženou, která kdy Hitman políbila; jeho reakce se v prvním díle Hitman: Codename 47 a díle třetím Hitman: Contracts liší. V tom prvním na polibek reaguje s odporem, ale ve třetím díle je jeho reakce úzkostná.
Dr. Otto Wolfgang Ort-MeyerTvůrce a 'otec' Agenta 47. Stál u zrodu experimentu v klonování a je také hlavním padouchem počátku herní série, dílu Hitman: Codename 47. Dr. Ort-Meyer je bravurní, inteligentní, ale o to nebezpečnější postava. Poté, co je vyloučen z vědecké obce a lékařské komory za jeho radikální názory a kontroverzní teorie ohledně klonování a genetické manipulace, ubírá se Ort-Meyer do Rumunska, kde vybuduje vlastní utajenou laboratoř. Zde se snaží vytvořit dokonalou lidskou bytost podobně jako ve výzkumném ústavu. Sám si bohatě vystačí, protože byl hlavním článkem ve vývoji Agenta 47 a mozkem celé operace. Ort-Meyer byl také tím, kdo pomohl 47 utéct z ústavu, aby tak zjistil, nakolik je Hitman schopen obstát v reálném světě. Spolupracuje také chvíli s agenturou ICA, má zájem na tom, aby Hitman zabil své 'otce' – čtyři vládce zločineckého podsvětí po celém světě, kteří mu poskytli část své DNA a on sám se tak stal jediným člověkem s patentem na klonování lidských bytostí. Poté, co se Agent 47 vzepře, dr. Ort-Meyer na něj nasadí komando naklonovaných zabijáků s označením '48'. Ort-Meyer si ale neuvědomil, že okolní prostředí Hitman může ovlivnit, je přechytračen a spolu s celým komandem svých zabijáků zabit.
Blake DexterHlavní záporák dílu Hitman: Absolution. Jeho hlavním cílem je získat Victorii a prodat ji nejvyšší nabídce. Snaží se k ní dostat přes ICA, Dianu a nakonec i přes samotného Hitmana.
VictoriaMladá dívka, která vznikla stejně jako Agent 47 klonovacím experimentem. Původně měla být stejně jako Hitman nájemným zabijákem, ale Diana ji od toho zachránila, schovávala ji u sebe po řadu let a nakonec dozor nad ní převzal 47. Poté, co je Diana Agentem 47 postřelena, poprosí ho, aby se o Victorii postaral, ten ji dává do kláštera podobného tomu, kde on sám našel klid. Postava Victorie se objevuje až v posledním pátém díle Hitman: Absolution.

## Hodnocení
Celá herní série Hitman obdržela vcelku pozitivní hodnocení. Díky tomuto hodnocení se řadí mezi hry s hodnocením nad 80% a tím pádem patří mezi světovou herní špičku, podle serveru GameRankings a MetaCritic. K březnu 2011 se prodalo 8 milionů kusů této série.
| Díly                      | Game Rankings                                        | MetaCritic                               |
| ------------------------- | ---------------------------------------------------- | ---------------------------------------- |
| Hitman: Codename 47       | (PC) 73,65%                                          | (PC) 73%                                 |
| Hitman 2: Silent Assassin | (PS2) 85,02% (PC) 84,88% (Xbox) 84,63% (GC) 83,47%   | (PC) 87% (PS2) 85% (Xbox) 84% (GC) 83%   |
| Hitman: Contracts         | (PS2) 79,92% (Xbox) 77,57% (PC) 75,14%               | (PS2) 80% (Xbox) 78% (PC) 74%            |
| Hitman: Blood Money       | (X360) 83,03% (PS2) 82,51% (PC) 82,38% (Xbox) 81,76% | (PS2) 83% (X360) 82% (PC) 82% (Xbox) 81% |
| Hitman: Absolution        | (PS3) 84,83% (X360) 79,63% (PC) 75,14%               | (PS3) 83% (PC) 79% (X360) 79%            |